# نویه واخه
نویه واخه (آلمانی: Neue Wache) ساختمانی در برلین، پایتخت آلمان، است که به عنوان «یادوارهٔ مرکزی جمهوری فدرال آلمان برای قربانیان جنگ و دیکتاتوری» استفاده می‌شود. این ساختمان در قسمت شمالی بلوار اونتِه دِن لیندِن در مرکز منطقهٔ میته واقع شده‌است. نویه واخه که در سال ۱۸۱۶ توسط کارل فریدریش شینکل و سالمو ساکس طراحی شد نمونه برجسته‌ای از سبک معماری معماری احیای یونانی در آلمان است. این ساختمان که در اصل به عنوان پاسدارخانه‌ی سربازان ولیعهد پروس ساخته شد، از سال ۱۹۳۱ به عنوان یادواره‌ی جنگ مورد استفاده قرار می‌گیرد.